# 6. državni zbor Republike Slovenije
6. državni zbor Republike Slovenije je državni zbor Republike Slovenije, ki je bil konstituiran na podlagi rezultatov državnozborskih volitev 4. decembra 2011 in sicer 21. decembra 2011.
Na ustanovni seji 21. decembra 2011 je bil za predsednika državnega zbora izvoljen Gregor Virant (DLGV), medtem ko sta bili za podpredsednika državnega zbora izvoljena Ljudmila Novak (NSi) in Jakob Presečnik (SLS). Ljudmila Novak je februarja 2012 zaradi nastopa funkcije v vladi izgubila mesto podpredsednice DZ. Naknadno sta bili za podpredsednici izvoljeni še Romana Tomc (SDS) in Renata Brunskole (PS), kot podpredsednica iz vrst opozicijskih strank.

## Zgodovina

### Predhodno dogajanje
Glede na obstoječe zakonske roke, ki pričnejo teči od dneva volitev, se je moral novi zbor konstituiral najkasneje do 20. decembra, nato pa naj bi bila 10. vlada Republike Slovenije izvoljena najkasneje do februarja.

## Politične stranke
| Stranka | Stranka  | Stranka                                    | Predsednik                                                    | Sedeži  |
| ------- | -------- | ------------------------------------------ | ------------------------------------------------------------- | ------- |
|         | PS       | Pozitivna Slovenija                        | Zoran Janković poslanec, župan Ljubljane                      | 28 / 90 |
|         | SDS      | Slovenska demokratska stranka              | Janez Janša predsednik vlade                                  | 26 / 90 |
|         | SD       | Socialni demokrati                         | Borut Pahor nekdanji predsednik vlade                         | 10 / 90 |
|         | DL       | Državljanska lista                         | Gregor Virant Predsednik državnega zbora                      | 8 / 90  |
|         | DeSUS    | Demokratična stranka upokojencev Slovenije | Karl Erjavec minister za zunanje zadeve                       | 6 / 90  |
|         | SLS      | Slovenska ljudska stranka                  | Radovan Žerjav minister za gospodarstvo                       | 6 / 90  |
|         | NSi      | Nova Slovenija - Krščanski demokrati       | Ljudmila Novak ministrica za Slovence v zamejstvu in po svetu | 4 / 90  |
|         | Manjšini | Manjšini                                   | Manjšini                                                      | 2 / 90  |

## Poslanci
16. decembra 2011 je Državna volilna komisija Republike Slovenije podala dokončno poročilo in s tem tudi uradni rezultate državnozborskih volitvah. Relativno večino je osvojila Pozitivna Slovenija (28 mest), nato pa so sledile: Slovenska demokratska stranka (26), Socialni demokrati (10), Državljanska lista Gregorja Viranta (8), Demokratična stranka upokojencev Slovenije in Slovenska ljudska stranka (vsaka po 6) ter Nova Slovenija (4 mesta).